# Symphorce
I Symphorce  sono un gruppo power metal nato nel 1998 ad Amburgo, Germania.

## Storia del gruppo
Il gruppo è nato nell'ottobre 1998 da un'idea del cantante Andy B. Franck che trovò il nome con un gioco di parole, per fondere le parole "symphony" e "force".
Pochi mesi dopo, nel 1999, la band rilascia il suo primo full-length dal titolo Truth to Promises via Noise Records che li porta ad aprire il tour dei Mercyful Fate. Dopo questo tour entrarono nella band il chitarrista Cedric Dupont e il bassista Dennis Wohlbold che diedero alla band un sound totalmente nuovo.
Un anno dopo esce Sinctuary che li rese uno dei gruppi tedeschi più promettenti e Andy comincia ad alternarsi tra Symphorce e i Brainstorm.
Due anni dopo Dupont entra nei Freedom Call senza abbandonare il gruppo e si registra l'entrata nel gruppo di 2 nuovi elementi: Sasha Sauer alla batteria e Markus Pohl alla seconda chitarra che danno agli altri membri molto più spazio.
Nel 2002 esce per la Metal Blade il terzo album dal titolo Phorceful Ahead, seguito l'anno dopo da Twice Second, pubblicato anche in un'edizione speciale europea, e da Godspeed del 2005.
Nello stesso anno Markus Pohl diventa un membro a tempo pieno dei Mystic Prophecy e il batterista Sauer che verrà rimpiazzato l'anno dopo da Steffen Theurer.

## Formazione

### Formazione attuale
- Andy B. Franck - voce
- Cedric "Cede" Dupont - chitarra
- Markus Pohl - chitarra
- Dennis Wohlbold - basso
- Steffen Theurer - batteria

### Ex componenti
- Sascha Sauer - batteria (2001-2005)
- Stefan Koellner - batteria (1999-2000)
- H.P. Walter - tastiere (1999-2000)
- Lars Hörnig - batteria

## Discografia
- 1999 - Truth to Promises
- 2000 - Sinctuary
- 2002 - Phorceful Ahead
- 2003 - Twice Second
- 2005 - Godspeed
- 2007 - Become Death
- 2010 - Unrestricted